# Viva l'Italia (album)
Viva l'Italia è il settimo album in studio del cantautore italiano Francesco De Gregori, pubblicato nell'ottobre del 1979 dalla RCA Italiana.

## Descrizione
L'album segue di pochi mesi l'album dal vivo Banana Republic. Per la produzione, la RCA contattò Andrew Loog Oldham, noto principalmente per essere stato il primo produttore dei Rolling Stones. Loog Oldham, a sua volta, coinvolse David Sinclair Whitaker per seguire gli arrangiamenti ed alcuni turnisti inglesi e americani (ai quali si aggiunse Lucio Dalla). Il coinvolgimento del produttore britannico derivò dal desiderio della casa discografica di un lancio internazionale di De Gregori. Vennero, infatti preparate alcune versioni cantate in lingua inglese di brani passati di De Gregori (Piccola mela, Rimmel e Generale, tra le altre, oltre a una versione di Bufalo Bill cantata in coppia con Dalla) e nuove (Viva l'Italia); il progetto, però, fu abortito e queste registrazioni circolarono in seguito sotto forma di bootleg. Le traduzioni in inglese erano state effettuate con la collaborazione di Susan Duncan Smith (promoter della RCA e, nello stesso ambito, autrice dei testi inglesi per gli Oliver Onions), che per questo motivo venne ringraziata nelle note dell'LP, e di Marva Jan Marrow.
Il disco fu registrato nello Studio "D" della RCA di Roma (nel complesso situato al km. 12 della Via Tiburtina) dal 5 settembre al 4 ottobre; il tecnico del suono era Phil Chapman.
In contemporanea, con l'uscita dell'album, venne anche pubblicato il 45 giri Viva l'Italia/Banana Republic. Il brano sul lato B è la registrazione in studio della canzone che De Gregori aveva già presentato in coppia con Dalla nel tour estivo (mentre qui la interpreta da solo); il lato A contiene invece la stessa registrazione presente sull'album. Il brano Viva l'Italia venne inoltre pubblicato come 45 giri in Brasile: la traduzione in portoghese venne effettuata da Paulo Coelho, non ancora famoso come scrittore.
Tra gli altri brani sono da ricordare Capo d'Africa (luogo geografico che in realtà non esiste, mentre a Roma esiste una via con questo nome), con una lunga introduzione strumentale, Buenos Aires, Stella stellina e Gesù bambino, che De Gregori aveva già presentato durante la tournée con Dalla (presentandola, però, con il titolo Gesù bambino e la guerra).
Il brano conclusivo, Terra e acqua, è ispirato, per quanto riguarda il testo, al canto popolare del Polesine Tera e aqua, riproposto qualche anno prima anche dal Canzoniere Popolare Veneto.
La canzone Eugenio, dedicata ad un amico del cantautore partito per il Sudamerica, era in realtà già stata registrata per il disco precedente, De Gregori, ma non era poi stata pubblicata; questa versione è reperibile solo su bootleg.
La copertina del disco è opera di Francesco Logoluso.
Nei ringraziamenti si cita: “il “cast” di “Viva l’Italia” ringrazia tutti gli amici della RCA e specialmente Angelina e i “Manila Cleaners” e poi, Michael Klvana per la sua collaborazione a livelli cosmici; Reg e Adrian, Philip de Havilland, Wally Karma, LB III e tutti quelli della Olympic Holding Company, Susan Duncan Smith ed Angelo Franchi, EFO, Bert O’Lucci, Guido Podestà, Gaetano Mariani, Ubaldo Consoli e “Eva Peroni” bionda, rinfrescante e di grande aiuto, R.B., la Fondazione di Via Bordighera e i Signori Melis, Zeppegno e Fanti. 
Grazie anche a Lucio Dalla per la sua improvvisa e meravigliosa presenza negli studi e a tutti coloro che hanno collaborato con tutto il loro affetto insieme a Francesco e per Francesco.” 
Il tour promozionale dell'album si svolse nei primi mesi del 1980: una delle date si svolse a Torino, la sera del 4 marzo 1980, in cui dopo circa un'ora di esibizione venne portato sopra il palco un baule (davanti allo sguardo stupito di De Gregori, che nulla sapeva della cosa) da cui all'improvviso uscì Lucio Dalla, per ripetere con il collega, a pochi mesi di distanza, momenti del fortunato tour Banana Republic (e festeggiare nella maniera migliore il proprio trentasettesimo compleanno, che cadeva quel giorno).

## Tracce
Testi e musiche di Francesco De Gregori.
Lato A
1. Capo d'Africa – 7:52
2. Buenos Aires – 4:04
3. L'ultima nave – 3:44
4. Eugenio – 4:24

Lato B
1. Stella stellina – 4:18
2. Viva l'Italia – 3:55
3. Gesù bambino – 4:52
4. Terra e acqua – 3:04

## Formazione
- Francesco De Gregori – voce, chitarra acustica
- Phil Spencer – chitarra elettrica, chitarra acustica
- Mike Neville – basso, chitarra acustica (traccia 4)
- Tommy Eyre – tastiera
- Jerry Shirley – batteria, percussioni, organo Hammond (traccia 1), chitarra acustica (traccia 8)
- Les Paranoia – marimba (traccia 1)
- Freddie De Hagen – mariboard (traccia 2)
- Phil Chapman – pianoforte (traccia 3), organo Hammond (traccia 7)
- Michael Klvana – chitarra acustica (traccia 4)
- Freddie Kagen – tastiera, vibrafono (traccia 5)
- Lucio Dalla – fiati (traccia 1), clarinetto (traccia 4), sax (traccia 6)
- Andrew Loog Oldham – cori (traccia 4)